# Ateuchus perpusillus
Ateuchus perpusillus är en skalbaggsart som beskrevs av Kohlmann 2000. Ateuchus perpusillus ingår i släktet Ateuchus och familjen bladhorningar. Inga underarter finns listade.